# Gällareds socken
Gällareds socken i Halland ingick i Faurås härad, ingår sedan 1971 i Falkenbergs kommun och motsvarar från 2016 Gällareds distrikt.
Socknens areal är 83,12 kvadratkilometer, varav 78,92 land. År 2000 fanns här 537 invånare. Kyrkbyn Gällared med sockenkyrkan Gällareds kyrka ligger i socknen. 

## Administrativ historik
Gällareds socken har medeltida ursprung.
Vid kommunreformen 1862 övergick socknens ansvar för de kyrkliga frågorna till Gällareds församling och för de borgerliga frågorna till Gällareds landskommun. Landskommunen inkorporerades 1952 i Ätrans landskommun som 1971 uppgick i Falkenbergs kommun. 1 januari 2023 uppgick församlingen i Gunnarps församling. 
1 januari 2016 inrättades distriktet Gällared, med samma omfattning som församlingen hade 1999/2000.  Socknen har tillhört fögderier och domsagor enligt Faurås härad. De indelta båtsmännen tillhörde Södra Hallands första båtsmanskompani.

## Geografi och natur
Gällareds socken ligger kring Ätran nordost om Falkenberg. Socknen är en kuperad sjö- och mossrik skogsbygd, med markerad dalar utmed Ätran och dess biflöden. Största insjö är Tjärnesjön som delas med Gunnarps socken.
Det finns två naturreservat i socknen som båda är kommunala: Bergs naturskog som delas med Okome socken samt Yttra Berg.
I Normanstorp fanns förr ett gästgiveri.

## Fornlämningar
Från stenåldern finns boplatser, från bronsåldern och äldre järnåldern finns gravar.

## Namnet
Namnet (1309 Giallaryth) kommer från kyrkbyn. Förleden är troligen mansnamnet Gälli. Efterleden  är ryd, 'röjning'.

## Befolkningsutveckling
| Befolkningsutvecklingen i Gällareds socken 1800–1990                                                    | Befolkningsutvecklingen i Gällareds socken 1800–1990 | Befolkningsutvecklingen i Gällareds socken 1800–1990 | Befolkningsutvecklingen i Gällareds socken 1800–1990 | Befolkningsutvecklingen i Gällareds socken 1800–1990 |
| --- | ---------------------------------------------------- | ---------------------------------------------------- | ---------------------------------------------------- | ---------------------------------------------------- |
| |                                                      |                                                      |                                                      |                                                      |
| År |                                                      |                                                      | Folkmängd                                            |                                                      |
| 1800 | 1800                                                 |                                                      | 615                                                  |                                                      |
| 1810 | 1810                                                 |                                                      | 634                                                  |                                                      |
| 1820 | 1820                                                 |                                                      | 661                                                  |                                                      |
| 1830 | 1830                                                 |                                                      | 733                                                  |                                                      |
| 1840 | 1840                                                 |                                                      | 716                                                  |                                                      |
| 1850 | 1850                                                 |                                                      | 814                                                  |                                                      |
| 1860 | 1860                                                 |                                                      | 885                                                  |                                                      |
| 1870 | 1870                                                 |                                                      | 951                                                  |                                                      |
| 1880 | 1880                                                 |                                                      | 979                                                  |                                                      |
| 1890 | 1890                                                 |                                                      | 943                                                  |                                                      |
| 1900 | 1900                                                 |                                                      | 887                                                  |                                                      |
| 1910 | 1910                                                 |                                                      | 870                                                  |                                                      |
| 1920 | 1920                                                 |                                                      | 880                                                  |                                                      |
| 1930 | 1930                                                 |                                                      | 801                                                  |                                                      |
| 1940 | 1940                                                 |                                                      | 782                                                  |                                                      |
| 1950 | 1950                                                 |                                                      | 732                                                  |                                                      |
| 1960 | 1960                                                 |                                                      | 657                                                  |                                                      |
| 1970 | 1970                                                 |                                                      | 523                                                  |                                                      |
| 1980 | 1980                                                 |                                                      | 474                                                  |                                                      |
| 1990 | 1990                                                 |                                                      | 457                                                  |                                                      |
| Anm: Källor: Umeå universitet - Tabellverket 1749-1859, Demografiska databasen, CEDAR, Umeå universitet |                                                      |                                                      |                                                      |                                                      |